# Rhomboptila calamensis
Rhomboptila calamensis là một loài bướm đêm trong họ Geometridae.